# Gianfranco Albano
Gianfranco Albano (* 30. April 1942 in Forlì) ist ein italienischer Fernsehregisseur.

## Leben
Albano war Student der Literatur, brach aber 1965 sein Studium ab und arbeitete bei der Zeitschrift Filmcritica. 1968 gründete er sein eigenes Periodikum, Cinema e film. Zur selben Zeit machte er auch erste praktische Erfahrungen beim Spielfilm sowie durch einen Vertrag mit dem Fernsehen, der zu mehreren Dokumentationen und Kurzfilmen für Kultursendungen führte. Ab Ende der 1970er Jahre drehte er nach seinem Debüt Il ballo dei pescecani (1977) bis heute etwa 25 Fernsehfilme, die Publikumserfolge wurden. Seinen einzigen Kinofilm fertigte er 1992.

## Filmografie (Auswahl)
- 1985: Entführt (A viso coperto, TV)
- 1986: Mino (Il piccolo Alpino, TV)
- 1990: Felipe und die blauen Augen (Felipe ha gli occhi azzurri, TV)
- 1992: Ostinato Destino – Hartnäckiges Schicksal (Ostinato destino)
- 1996: Der kleine Lord (Il piccolo lord, TV)
- 1998: Der weiße Elefant (L'elefanto bianco, TV)
- 2009: Sui tuoi passi (TV)